# Complejo deportivo de Albion
El Complejo deportivo de Albion (en inglés: Albion Sports Complex) es un estadio de críquet en Guyana. Se encuentra en Albion, y ha sido utilizado por el equipo de críquet de las Indias occidentales y el equipo nacional de críquet de Guyana.  Un total de cinco partidos internacionales de un día (ODIs) se han jugado entre 1977 y 1985. El Complejo Deportivo Albion tiene  300 metros de pista de atletismo, y es utilizado por la Cámara de Comercio central de Corentyne (CCCC), para su feria anual. El propietario del complejo es la Corporación de Azúcar de Guyana (Guyana Sugar Corporation ; GUYSUCO).